# Classement FICP 1991
Navigation
Édition précédente Édition suivante
Le classement FICP 1991 est la classement établit par la Fédération internationale du cyclisme professionnel (FICP) pour désigner le meilleur cycliste sur route professionnel de la saison 1991. L'Italien Gianni Bugno remporte le classement pour la deuxième fois de suite après sa victoire dans le classement FICP 1990.

## Classement
| Classement | Coureur            | Points  |
| ---------- | ------------------ | ------- |
| 1          | Gianni Bugno       | 2033,60 |
| 2          | Miguel Indurain    | 1640,10 |
| 3          | Claudio Chiappucci | 1505,80 |
| 4          | Franco Chioccioli  | 1078,40 |
| 5          | Johan Museeuw      | 966,80  |